# Deep Sea Diver
Deep Sea Diver est un groupe de rock indépendant de Seattle, Washington. Le groupe est composé de Jessica Dobson (chant, guitare, claviers), Peter Mansen (batterie), Elliot Jackson (guitare, synthétiseur) et Garrett Gue (basse).

## Biographie
En 2009, Dobson enregistre et sort l'EP New Caves sous le nom de Deep Sea Diver, accompagné par le batteur (et époux) Peter Mansen,.
Le premier album complet du groupe, History Speaks, est publié de façon indépendante sous leur label High Beam Records en 2012 alors que Dobson était en tournée avec le groupe The Shins Un deuxième album complet, Secrets, est lancé en 2016 sous le même label,.
En avril 2020, alors qu'ils étaient confinés à cause du COVID-19, le groupe enregistre et sort un nouveau simple, Stop Pretending.
Le troisième album complet du groupe sorti sous le label ATO Records, Impossible Weight, est élu meilleur album de 2020 par les auditeurs de KEXP Seattle.
Le 10 juillet 2023, le groupe annonce qu'il soutiendra son compatriote de Seattle, Pearl Jam, pour plusieurs dates de la tournée nord-américaine du groupe à l'automne 2023.
En septembre 2024, le groupe signe avec le label Sub Pop.

### Albums
- History Speaks – 2012
- Secrets – 2016
- Impossible Weight – 2020[10]
- Billboard Heart – 2025

### EP
- New Caves – 2009
- Always Waiting – 2014

### Single
| Titre                                          | Année | Meilleur classement          | Album             |
| Titre                                          | Année | US Adult Alternative Airplay | Album             |
| ---------------------------------------------- | ----- | ---------------------------- | ----------------- |
| Impossible Weight (featuring Sharon Van Etten) | 2020  | 29                           | Impossible Weight |

## Lectures complémentaires
- Mark Baumgarten, « Holy Diver », City Arts Magazine,‎ 26 février 2013 (lire en ligne, consulté le 21 juillet 2020)
- Chris Bieri, « Fronted by ex-Shins guitarist Jessica Dobson, Deep Sea Diver to play 2 shows in Anchorage », Anchorage Daily News,‎ 17 mars 2016 (lire en ligne, consulté le 21 juillet 2020)
- William Munoz, « 'The spiritual element:' Deep Sea Diver taps conflicting emotions in Top Hat performance », Missoula Current,‎ 1er novembre 2019 (lire en ligne, consulté le 21 juillet 2020)